# AGS JH22
Der AGS JH22 war ein Formel-1-Rennwagen des provençalischen Teams Automobiles Gonfaronnaises Sportives (AGS), der in der Formel-1-Saison 1987 eingesetzt wurde. Er basierte technisch auf seinem Vorgänger, dem AGS JH21C, wurde aber – anders als dieser – von einem Saugmotor angetrieben. Mit dem JH22 erzielte AGS seinen ersten Weltmeisterschaftspunkt in der Formel 1.

## Technik
Der AGS JH22 war wie alle AGS-Rennwagen zuvor eine Konstruktion Christian Vanderpleyns. Abgesehen von der Antriebstechnik, war der JH22 identisch mit dem JH21C. Er verwendete das gleiche Monocoque, die gleiche Aufhängung und die gleichen Bremsen wie der JH21C, die ihrerseits auf Renault-Technik beruhten und teilweise inzwischen vier Jahre alt waren. Zu den äußerlichen Modifikationen gehörten unter anderem niedrigere Seitenkästen. Vanderpleyn änderte die Gestaltung der Motorabdeckung im Verlauf der Saison mehrfach. Anfänglich trug das Auto eine rechteckige Airbox, die auf einem Ständer über der Motorabdeckung installiert war. Später wurde diese veraltet wirkende Konstruktion durch eine niedrige, kastenförmige Airbox ersetzt, die über die gesamte Breite des Motors reichte.
Der JH22 wurde von dem 3,5 Liter großen Achtzylindermotor Cosworth DFZ angetrieben, einem Saugmotor, dessen Verwendung seit Saisonbeginn 1987 wieder zugelassen war. Das Triebwerk wurde von Heini Mader Racing Components in der Schweiz vorbereitet.
Der JH22 war das langsamste Auto des Starterfeldes 1987, zeigte aber eine überdurchschnittliche Zuverlässigkeit.

## Exemplare
AGS stellte im Laufe der Saison 1987 zwei Fahrzeuge vom Typ JH22 her. Das erste Exemplar, das zu Saisonbeginn eingesetzt wurde, war identisch mit dem im Vorjahr eingesetzten JH21C (Fahrgestellnummer 031). Der JH21C wurde auf den neu verwendeten Saugmotor angepasst und erhielt eine neue Fahrgestellnummer (032). Sein Fahrer Pascal Fabre beschädigte das Auto bei einem Unfall auf dem Österreichring so schwer, dass es für den Rest der Saison nicht mehr eingesetzt werden konnte. Es wurde viele Jahre später wieder aufgebaut und ist heute als AGS JH21C im Manoir de l’Automobile im bretonischen Lohéac ausgestellt.
Im Sommer 1987 entstand ein zweites Exemplar des JH22 (Fahrgestellnummer 033). Es war ursprünglich für einen zweiten Fahrer vorgesehen; nachdem Fabre aber den ersten JH22 zerstört hatte, war es ab dem Großen Preis von Italien das alleinige Einsatzauto des Teams. Der JH22 (033) wurde 1989 für die Aufnahme eines W-12-Motors von Moteurs Guy Nègre (MGN) umgebaut. Nach einem Rückbau steht auch dieses Fahrzeug heute in Lohéac.

## Renneinsätze

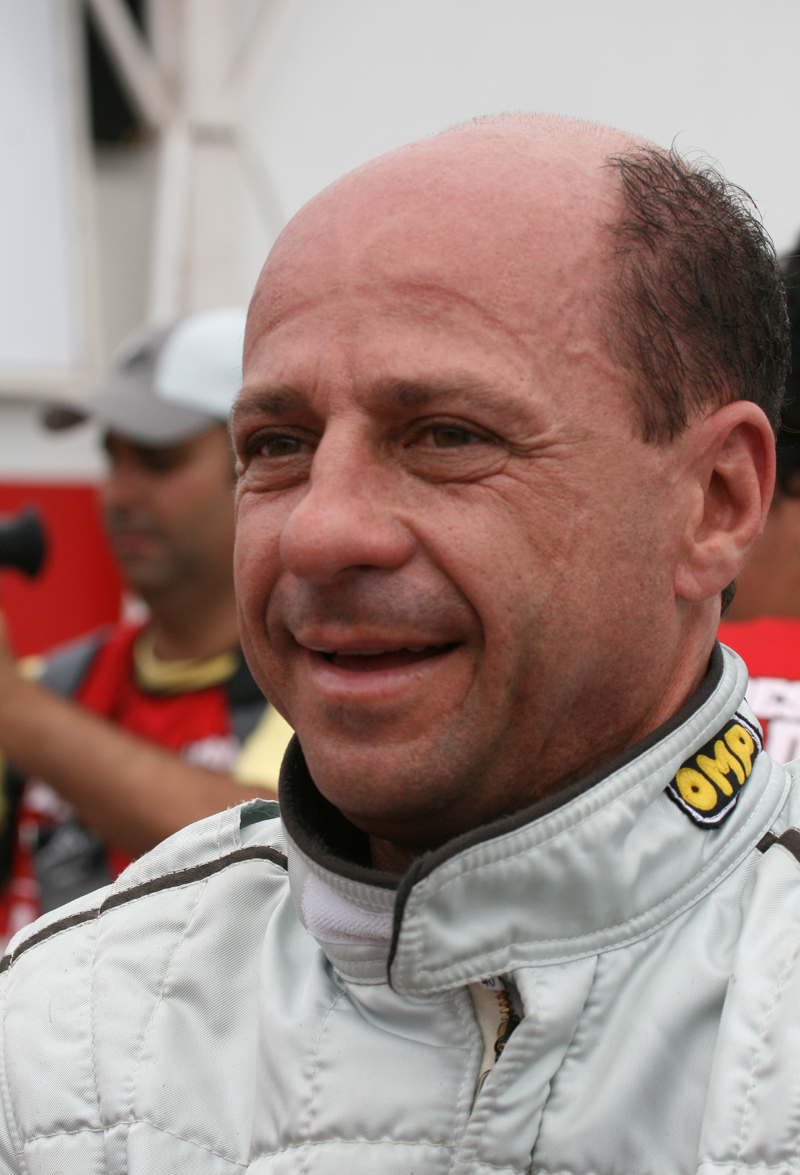
Comeback im AGS JH22: Roberto Moreno

AGS setzte den JH22 zu allen Rennen der Saison 1987 ein. Einziger Fahrer war zunächst Pascal Fabre, der sich bis zum Spätsommer regelmäßig qualifizieren konnte und auch zahlreiche Zielankünfte erreichte, regelmäßig aber nur sehr langsame Rundenzeiten schaffte und zumeist mehrfach überrundet wurde. Eine Ausnahme war nur der Große Preis von Frankreich, als Fabre auf der Mistral-Geraden des Circuit Paul Ricard mit der schnellsten Zeit aller Saugmotor-Fahrzeuge fuhr. Nachdem Fabre im Frühherbst 1987 zweimal die Qualifikation verpasst hatte, wurde er für die letzten beiden Rennen des Jahres durch Roberto Moreno ersetzt. Moreno kam beim Großen Preis von Australien als Siebenter ins Ziel. Da der vorplatzierte Ayrton Senna infolge der Regelwidrigkeit seines Autos disqualifiziert wurde, wurde Moreno als Sechster gewertet. Damit bescherte er dem Team den ersten Weltmeisterschaftspunkt seiner Formel-1-Geschichte. Diese Platzierung führte dazu, dass AGS in der folgenden Saison nicht der Vorqualifikation unterlag.
1987 wurde außerdem eine auf Saugmotorfahrzeuge beschränkte Wertung vorgenommen, der sogenannte Colin-Chapman-Cup. AGS wurde Dritter dieser Markenwertung hinter Tyrrell und Larrousse.

## Der JH22 mit MGN-Motor
Anfang 1989 erhielt der zweite JH22 (Fahrgestellnummer 033) einen W-12-Motor von Moteurs Guy Nègre (MGN). Guy Nègre, der MGN-Gründer, hatte einen eigenständigen Zwölfzylindermotor mit drei Zylinderbänken und Drehschiebern statt Ventilen konstruiert. Im Laufe des Jahres 1988 unternahm Nègre zahlreiche Prüfstandversuche und 1989 wollte er den Motor einem Praxistest unterziehen. Zu diesem Zweck passte er einen Motorblock in den zweiten JH22 ein, den AGS bereitgestellt hatte.
Die Testfahrten fanden im September 1989 auf dem Circuit Automobile du Grand Sambuc statt, einem zwei Kilometer langen Rundkurs in der Nähe von Aix-en-Provence. Den Fahrer erwähnte MGN nicht namentlich; die Pressemitteilung sprach lediglich von einem „regionalen Testpiloten“. Die Zeitschrift autohebdo berichtete in ihrer Ausgabe 602, dass der Testfahrer Philippe Billot hieß. Unter dem Namen Philippe Billot sind in den Meldelisten kleinerer Rennklassen für die 1970er und 1980er Jahre keine Einträge zu finden. Über die Ergebnisse der Testfahrten wurde nichts veröffentlicht; weder die Anzahl der Runden noch die Rundenzeiten wurden bekannt. Die Testfahrten waren nicht geeignet, das Interesse eines Teams an Nègres Motor zu wecken, sodass der MGN-W12 nicht den Weg in die Formel 1 fand. Allerdings wurde er 1990 kurzfristig mit einem Rennsportwagen von Norma Auto Concept in Verbindung gebracht, der zum 24-Stunden-Rennen von Le Mans 1990 antreten sollte.

## Ergebnisse
| Fahrer               | Nr.                  | 1  | 2  | 3  | 4  | 5  | 6 | 7 | 8   | 9  | 10 | 11  | 12  | 13  | 14  | 15  | 16 | Punkte | Rang |
| -------------------- | -------------------- | -- | -- | -- | -- | -- | - | - | --- | -- | -- | --- | --- | --- | --- | --- | -- | ------ | ---- |
| Formel-1-Saison 1987 | Formel-1-Saison 1987 |    |    |    |    |    |   |   |     |    |    |     |     |     |     |     |    | 1      | 12.  |
| P. Fabre             | 14                   | 12 | 13 | 10 | 13 | 12 | 9 | 9 | DNF | 13 | NC | DNQ | DNQ | DNF | DNQ |     |    | 1      | 12.  |
| R. Moreno            | 14                   |    |    |    |    |    |   |   |     |    |    |     |     |     |     | DNF | 6  | 1      | 12.  |

| Legende  | Legende            | Legende                                                          |
| Farbe    | Abkürzung          | Bedeutung                                                        |
| -------- | ------------------ | ---------------------------------------------------------------- |
| Gold     | –                  | Sieg                                                             |
| Silber   | –                  | 2. Platz                                                         |
| Bronze   | –                  | 3. Platz                                                         |
| Grün     | –                  | Platzierung in den Punkten                                       |
| Blau     | –                  | Klassifiziert außerhalb der Punkteränge                          |
| Violett  | DNF                | Rennen nicht beendet (did not finish)                            |
| Violett  | NC                 | nicht klassifiziert (not classified)                             |
| Rot      | DNQ                | nicht qualifiziert (did not qualify)                             |
| Rot      | DNPQ               | in Vorqualifikation gescheitert (did not pre-qualify)            |
| Schwarz  | DSQ                | disqualifiziert (disqualified)                                   |
| Weiß     | DNS                | nicht am Start (did not start)                                   |
| Weiß     | WD                 | zurückgezogen (withdrawn)                                        |
| Hellblau | PO                 | nur am Training teilgenommen (practiced only)                    |
| Hellblau | TD                 | Freitags-Testfahrer (test driver)                                |
| ohne     | DNP                | nicht am Training teilgenommen (did not practice)                |
| ohne     | INJ                | verletzt oder krank (injured)                                    |
| ohne     | EX                 | ausgeschlossen (excluded)                                        |
| ohne     | DNA                | nicht erschienen (did not arrive)                                |
| ohne     | C                  | Rennen abgesagt (cancelled)                                      |
| ohne     | keine WM-Teilnahme |                                                                  |
| sonstige | P/fett             | Pole-Position                                                    |
| sonstige | 1/2/3/4/5/6/7/8    | Punktplatzierung im Sprint-/Qualifikationsrennen                 |
| sonstige | SR/kursiv          | Schnellste Rennrunde                                             |
| sonstige | *                  | nicht im Ziel, aufgrund der zurückgelegten Distanz aber gewertet |
| sonstige | ()                 | Streichresultate                                                 |
| sonstige | unterstrichen      | Führender in der Gesamtwertung                                   |